# Мери Боланд
Мери Боланд (енгл. Mary Boland) је била америчка глумица, рођена 28. јануара 1880. године у Филаделфији, а преминула 23. јуна 1965. године у Њујорку.

## Филмографија
| Улоге Мери Боланд |                      |               |               |          |
| Година            | Српски назив         | Изворни назив | Улога         | Напомена |
| 1940.             | Гордост и предрасуда |               | госпођа Бенет |          |